# Christina Rost
Christina Rost   (Chemnitz, 14 d'agost de 1952) fou una jugadora d'handbol alemanya que va competir sota bandera de la República Democràtica Alemanya entre 1968 i 1985. Es casà amb el també jugador d'handbol Peter Rost. El seu fill, Frank Rost, fou jugador de futbol.
El 1976 va prendre part en els Jocs Olímpics de Mont-real, on guanyà la medalla de plata en la competició d'handbol, i quatre anys més tard, als Jocs de Moscou, guanyà la medalla de bronze. En el seu palmarès també destaquen dos campionats del món d'handbol, el 1975 i 1978. Jugà un total de 170 partits internacionals per a la RDA, en què va marcar 161 gols.
A nivells de clubs jugà al SC Leipzig, amb qui guanyà sis lligues de la RDA i la Copa d'Europa de 1974.